# Jianchang (socken i Kina)
Jianchang (kinesiska: 碱场, 碱场乡) är en socken i Kina. Den ligger i den autonoma regionen Inre Mongoliet, i den norra delen av landet, omkring 610 kilometer öster om regionhuvudstaden Hohhot.
Genomsnittlig årsnederbörd är 567 millimeter. Den regnigaste månaden är juni, med i genomsnitt 159 mm nederbörd, och den torraste är januari, med 4 mm nederbörd.